# 이나바의 흰 토끼

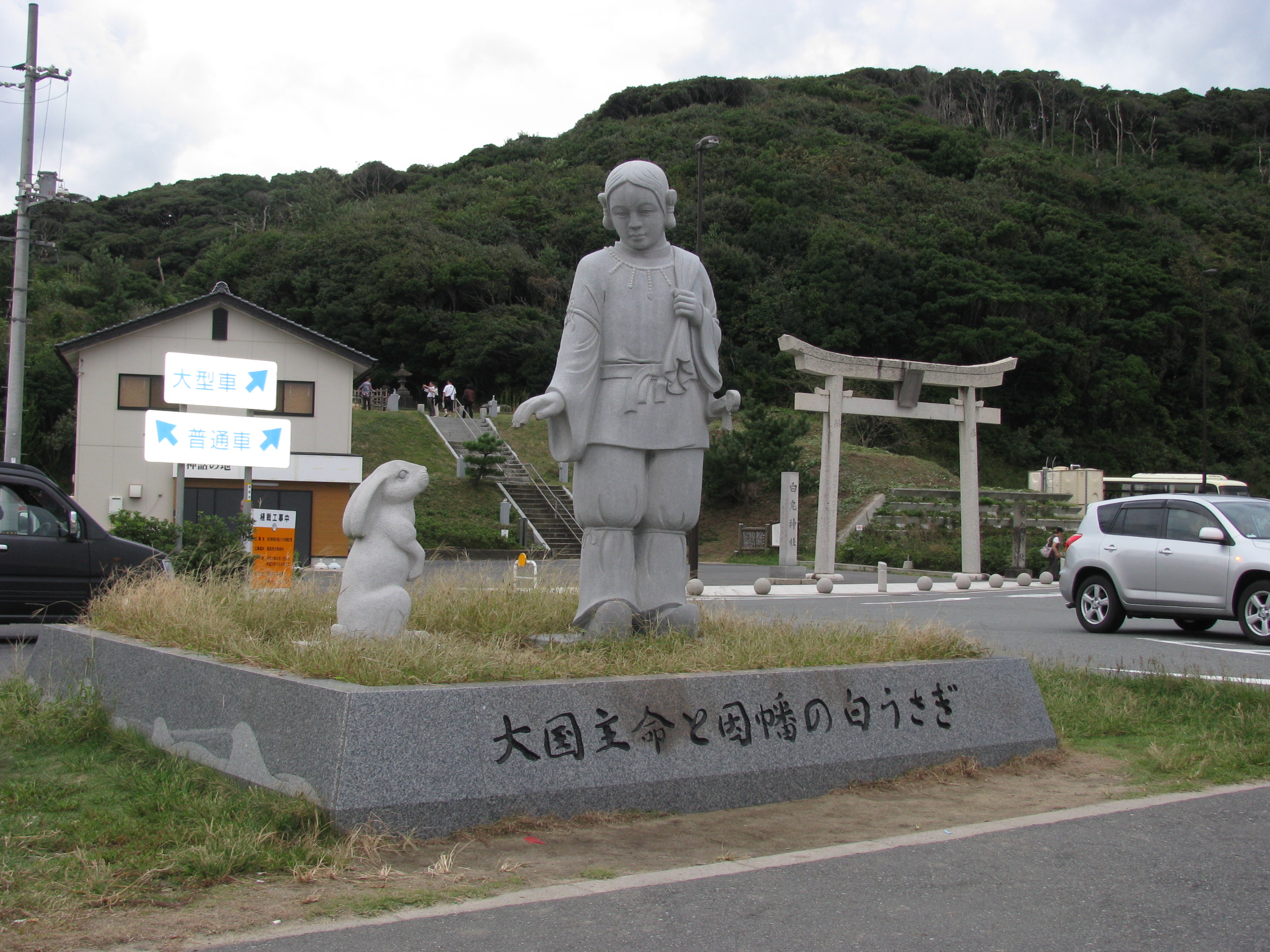

이나바의 흰 토끼 또는 이나바의 하얀 토끼, 이나바의 토끼(일본어: 因幡の白兎 いなばのしろうさぎ[*]는 일본 신화의 요괴이다.(후에 토신으로 불림) 이즈모 신화의 하나, 민간에서는 이나바의 흰(하얀)토끼 로 알려져 있다. '이나바의 흰 토끼'는 벌거숭이토끼라는 뜻이다.